# Peralada
Peralada és un municipi de la comarca de l'Alt Empordà.

## Geografia
- Llista de topònims de Peralada (Orografia: muntanyes, serres, collades, indrets..; hidrografia: rius, fonts...; edificis: cases, masies, esglésies, etc).

### Ubicació
El terme municipal de Peralada és situat al bell mig de l'Alt Empordà, envoltada dels cursos fluvials dels rius Llobregat d'Empordà i Orlina, que l'encerclen pel sud-est i per l'est, on més tard conflueixen en el riu Muga.
El municipi comprèn, a més de la vila de Peralada, el poble de Vilanova de la Muga i molts veïnats, alguns de molt antics. Els veïnats que formen part de Peralada són Sant Bernat i el Mas del Sepulcre, Les Olives (Peralada), l'Estanyol, Montmajor i la Garriga, Sant Joan Sescloses i Vallgornera.

El terme de Peralada està ben comunicat. Antigament, hi passava un camí medieval que travessava els Pirineus pel coll de Banyuls. Actualment, hi ha la carretera comarcal de la Bisbal d'Empordà a Portbou i una altra carretera més al sud-est de Figueres, a Vilajuïga, que enllaça amb l'anterior. Les altres carreteres locals uneixen Peralada amb Castelló d'Empúries, Mollet de Peralada, Sant Climent Sescebes i Espolla, i una altra amb Cabanes, i per Vilanova de la Muga passa una carretera que comença a Castelló d'Empúries, que porta fins a Peralada, i una altra fins a Vilatenim. Són nombrosos els camins de carro antics que uneixen la vila amb els veïnats.
| Masarac               | Mollet     | Garriguella    |
| Cabanes               |            | Pedret i Marzà |
| Figueres, Vilabertran | Vila-sacra | Castelló       |

### Orografia
Peralada és un municipi empordanès del prelitoral. Està situat a l'extrem nord-oriental de Catalunya, al nord de Girona. El municipi es troba travessat pel Llobregat d'Empordà, a la plana al·luvial on aquest s'uneix amb la Muga i també el riu Orlina, rius que baixen de l'Albera. El nucli principal es troba a un petit turó sobre un paisatge essencialment pla simplement alterat, al nord, per la serra de Montpedrós, 91 msnm. Vilanova de la Muga es troba al sud, a la part baixa del riu de la Muga, abans de desguassar al veí municipi de Castelló d'Empúries.

### Clima
El clima és mediterrani, temperat i humit, i afavoreix la presència natural d'una vegetació típicament mediterrània. Les temperatures són moderades. La mitjana anual és d'uns 16 °C. De novembre a març hi ha perill de glaçades a causa de les baixes temperatures. L'estiu és l'estació més seca. Els vents tenen una gran importància en el clima de l'Empordà, sobretot la tramuntana. Aquest és un vent fred i fort procedent del nord, que bufa principalment a l'hivern. La marinada o garbí és un vent molt freqüent a l'estiu, i el responsable de la major part de la pluja de l'estació càlida.

## Economia

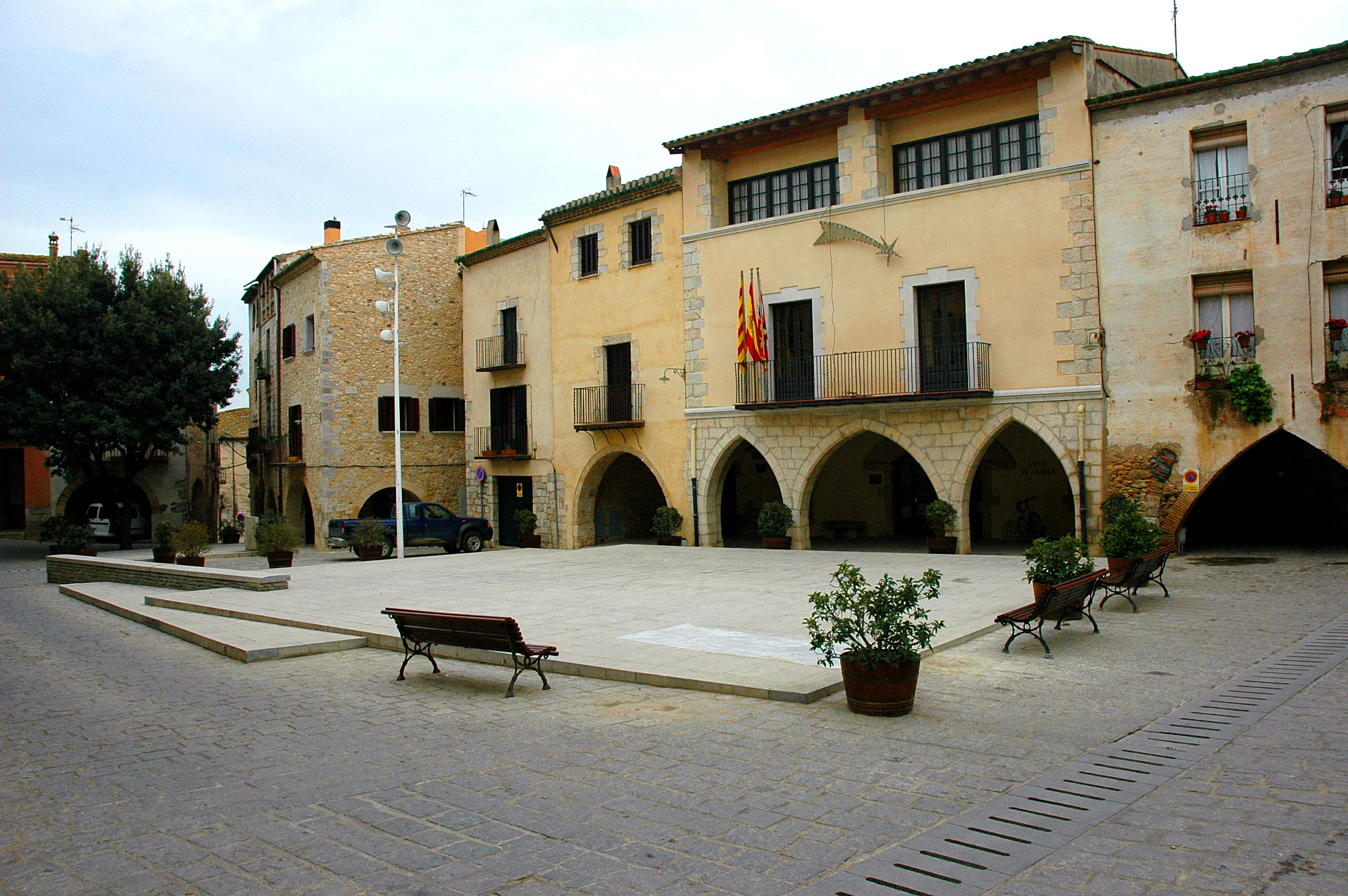
Plaça Gran

En l'economia de Peralada el sector primari és molt important, i una bona part de la seva població es dedica a la ramaderia i a l'agricultura (aproximadament un 35% del total de la població activa). La vila té terres planes, envoltades per rius, que fan que siguin terrenys de gran qualitat, especialment la zona dels estanys i aiguamolls de l'antic terme de Vilanova de la Muga. La majoria de conreus són de secà, amb un bon sector de vinya i producció de cereals, blat de moro i farratge; però també hi ha una zona de regadiu amb una petita part d'horta.
El sector secundari ocupa un 30% més o menys de la població activa (un 6,5 es dedica a la construcció i el 24,5 a la indústria), la indústria de més importància de Peralada és la del cava. El sector terciari o el dels serveis té la mateixa importància que el sector primari en aquest municipi, ja que ocupa un altre 35%. El turisme és el més important.

## Història

### Origen de la vila
Peralada té un origen antic, amb un poblat ibèric datat el 500 aC. El pagus de Peralada va néixer en època dels romans

### De comtat a vescomtat

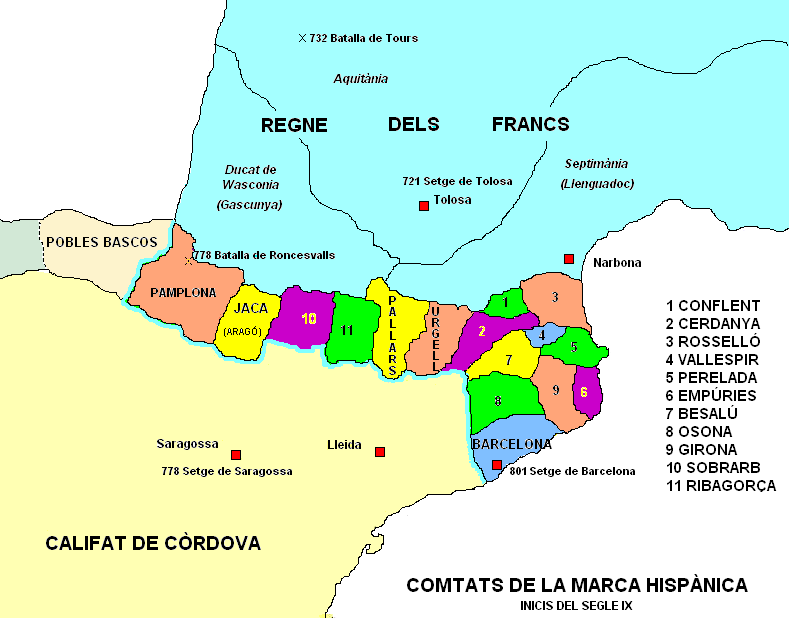
Comtats de la Marca Hispànica a inicis del.

El comtat de Peralada començà amb l'establiment de la Marca Hispànica per l'Imperi Carolingi a final del segle viii en forma de múltiples comtats que acomplien una funció militar fronterera que perdurà fins a mitjan segle x però que no tengué mai estatus jurídic ni validesa política. Aquesta marca designava globalment els territoris i comtats conquerits per Carlemany a l'entorn dels Pirineus per tal de defensar l'imperi Carolingi de les incursions i ràtzies sarraïnes provinents del califat de Còrdova.
Peralada va ser una vila amb una història important. Era capital d'un comtat quan Figueres, actual capital de l'Alt Empordà, era tan sols un poble amb poques masies. Peralada tenia exèrcit propi, que defensava el territori davant dels comtats de Besalú i Empúries.
Peralada va decaure poc després de l'any 1078, quan va morir Ponç I d'Empúries, que va deixar aquest comtat en herència als seus dos fills Hug i Berenguer. Aquest últim es va convertir en senyor de Peralada i va ser el fundador d'una dinastia de vescomtes que primer es van anomenar vescomtes de Peralada i, més tard, de Quermançó. En acabat, van adoptar el nom definitiu: vescomtes de Rocabertí.
Des de l'alta edat mitjana, tot i ser una de les poblacions amb més habitants de la comarca, va començar a decaure com a potència. Diferents historiadors creuen que el que desencadenà la pèrdua de capitalitat de Peralada va ser el trasllat de la capital del comtat d'empúries, d'Empúries a Castelló. A partir d'aquell moment, i sobretot en temps dels seus successors Hug II i Ponç II, la posició estratègica de Castelló, als límits del comtat de Peralada, va ser utilitzada com a punta de llança de les accions emporitanes contra les pretensions i el poder mercantil de la vila de Peralada, capital del territori amb aquest nom. La decisió de traslladar la capitalitat es podria interpretar com la voluntat d'apropar-se a la senyoria de Peralada i controlar-la més efectivament. Ho confirma el fet que aquesta senyoria es va convertir més endavant en un entrebanc notable per a les ambicions emporitanes. El comtat de Castelló d'Empúries es va enfortir i això va fer que el comtat de Peralada quedés supeditat al de Castelló. Va passar a ser un comtat sense comtes.

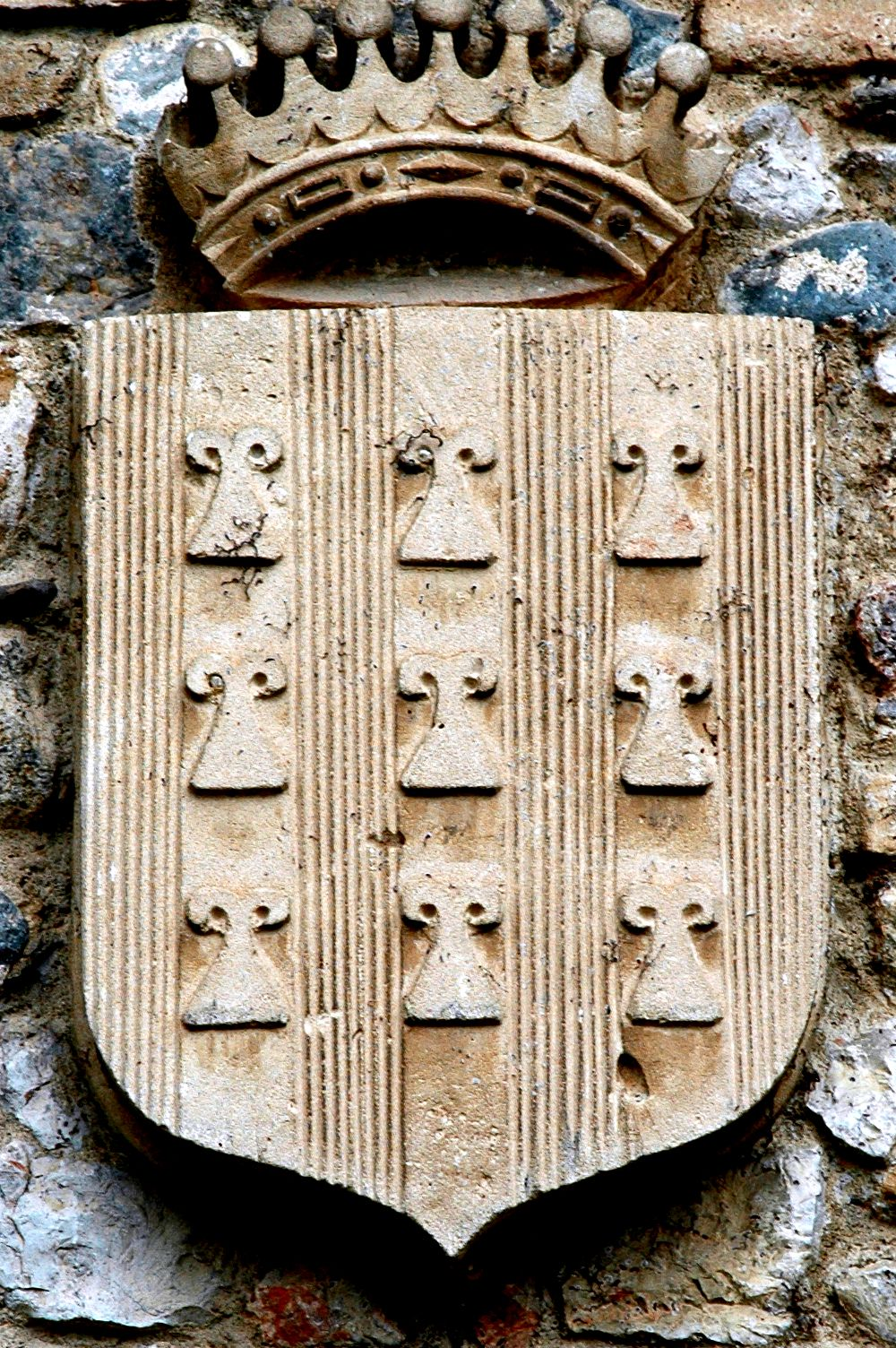
Escut comtal del vescomtat de Rocabertí

Els Rocabertí van ser decisius per la història del país i per la de Peralada. El vescomte Jofre de Rocabertí, el primer personatge que va fer servir aquest cognom, va lluitar contra el comte d'Empúries Hug I per la possessió del castell de Requesens, aliat amb el comte de Rosselló, de qui s'hauria fet vassall.
Els Rocabertí van enfortir el domini l'any 1249, gràcies al matrimoni de Dalmau III de Rocabertí amb la pubilla de Navata, que tenia drets feudals importants sobre Navata. Dalmau va obtenir, doncs, el domini de les regions de Navata i Peralada. Va bastir el palau de la vila, on Jaume I es va hostatjar de camí cap a Lió.
L'any 1285, l'exèrcit invasor de Felip l'Ardit va acampar davant les muralles de Peralada, que en aquella època era el quarter general del rei Pere II. Després d'una batalla a camp obert, quan el rei i el seu fill ja havien sortit de la vila, els almogàvers van calar foc a totes les cases. Però el que explica la primera versió que apareix a la crònica de Ramon Muntaner no és el mateix que la que relata la de Bernat Desclot, ja que aquest diu que qui va calar foc a Peralada va ser el vescomte Dalmau per evitar que els enemics se n'aprofitessin.
Després de la massacre de Peralada, els Rocabertí van fer restaurar la població, van edificar un nou palau i van fer el segon cercle de muralles. Encara avui podem trobar les restes de les muralles del castell originari als carrers de la vila.
Peralada continua sent una de les viles més importants de l'Alt Empordà en la baixa edat mitjana, amb distingits gremis menestrals, una gran activitat del mercat i el call. La vila tenia privilegis i lleis pròpies recopilades en el Llibre de la cadena.
Els vescomtes de Peralada destacaren com a cortesans, diplomàtics i militars en la cort dels comtes de Barcelona. L'any 1472, Peralada fou atacada per les tropes de Joan II. La casa vescomtal sortí molt afectada d'aquella guerra. Així doncs, a partir del segle xv, la vila de Peralada va començar a entrar en decadència fins a finals del segle xix, convertint-se a poc a poc en una població rural d'agricultura pròspera, però en inferioritat davant els altres comtats com el de Castelló d'Empúries i el de Figueres, que es convertiria en la capital de la comarca més tard.
Mentrestant, Peralada va patir una guerra rere una altra en estar situat tan a prop de les fronteres de França, que representaven les portes d'entrada d'aquell país cap a Espanya: la primera va ser la dels Segadors, la segona la Gran Guerra i posteriorment la guerra contra Napoleó. Aquest fet va afectar bastant la localitat i la va afeblir, ja que després d'una guerra sempre hi ha un període de recuperació, i tot el que havia guanyat en el període anterior ho perdia.

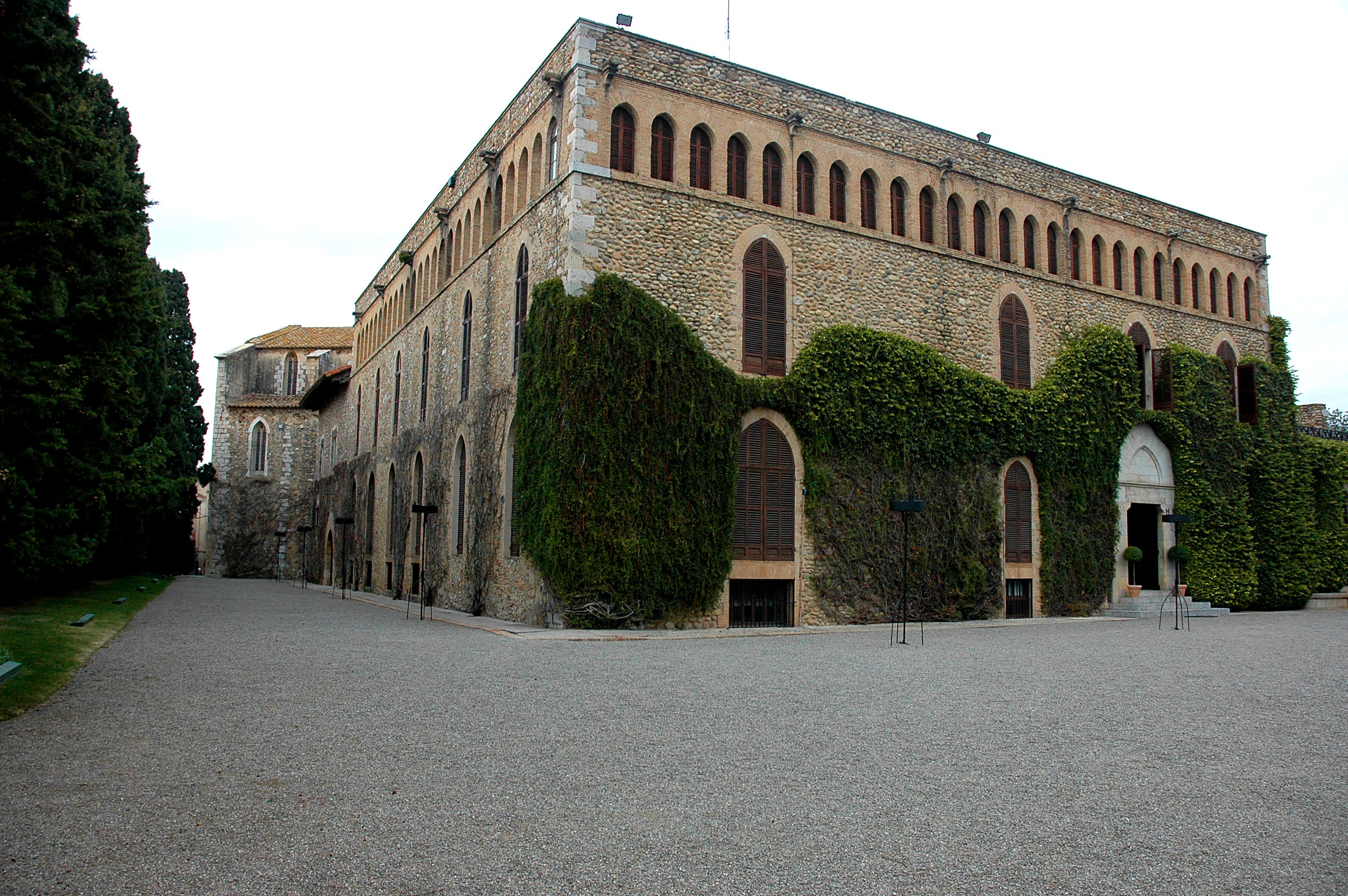
Castell Peralada

A finals del segle xix els germans Antoni de Rocabertí, comte de Savallà, i Tomàs de Rocabertí, comte de Peralada, van restaurar notablement el palau de Peralada, fent esment de la restauració dels jardins del palau, ja que la vegetació d'aquella època és la que encara es conserva actualment. Els jardins i el castell són d'ús privat, però tot i no poder-hi accedir d'una forma senzilla no perden el seu encant i interès per a les persones que visiten la vila perquè és un espai de gran bellesa.

## La sardana a Peralada

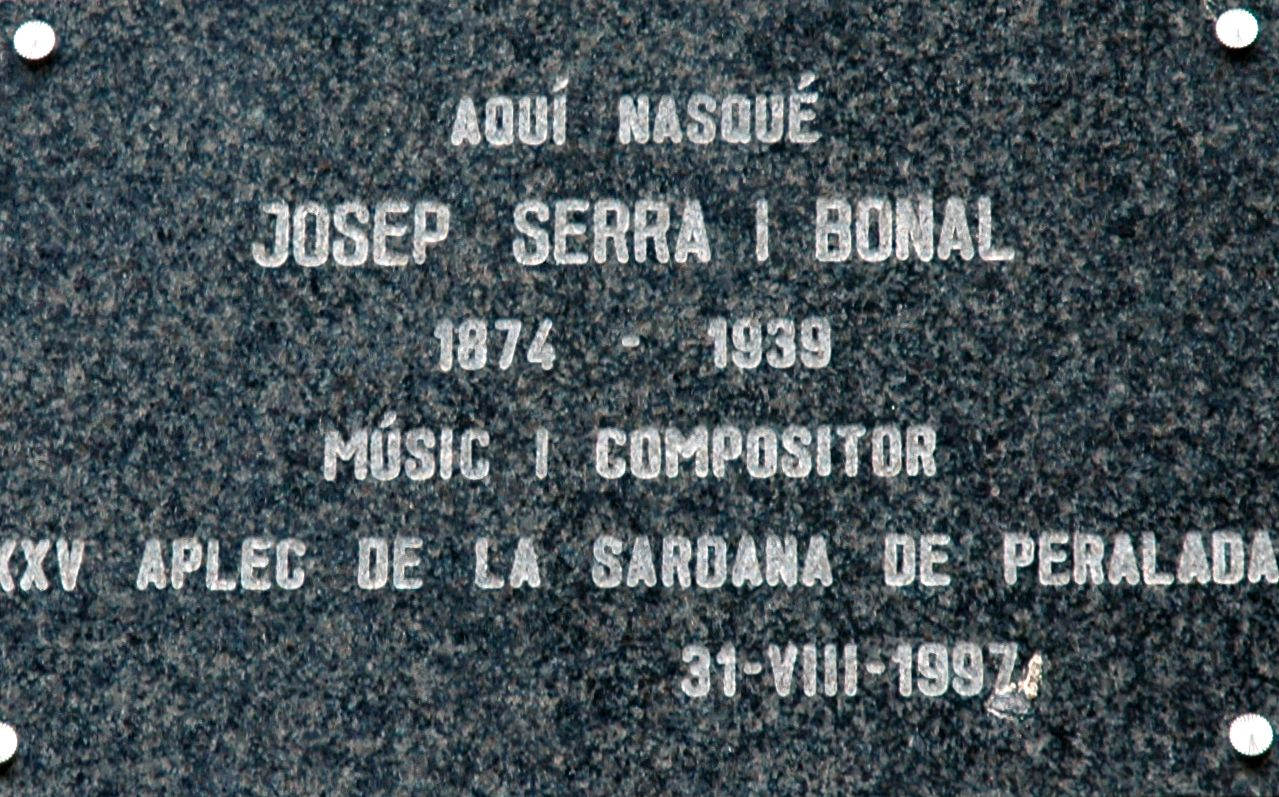
Placa que identifica el lloc de naixement de Josep Serra

La vida musical dels darrers segles, centrada en el conreu de la sardana, comença amb els músics formats a l'escola de música del castell de Peralada, creada vers l'any 1875 per Antoni de Rocabertí-Boixadors Dameto i de Verí i a la qual Jaume Cervera i Marquès dedicà 33 anys de la seva vida. Es distingiren extraordinàriament els germans Serra, Miquel Serra i Bonal (1867-1922) fou director del cor local i compositor i Josep Serra i Bonal (1874-1930) fou, amb Miquel, fundador de la cobla La Principal de Peralada l'any 1890 i director seu fins al 1915, a més de notable compositor de sardanes encara molt populars; fill de Josep fou Joaquim Serra i Corominas (1907-1957), autor de més de 50 sardanes d'una gran qualitat i també de música simfònica i teòric de la cobla.
La cobla fins al 1936 tenia un paper important en la revitalització de la sardana a Catalunya des del seu primer concert a Barcelona el 1894. Enric Morera sempre volgué que fos aquesta cobla qui estrenés les seves sardanes. L'any 1914, l'Orfeó Català feu un memorable viatge a París i a Londres emportant-se La Principal de Peralada perquè acompanyés els seus cants, amb Josep Serra com a director, i hi obtingué un gran èxit.
Obtingué un gran nombre de premis i gravà a França els primers discos de sardanes. La dirigí des del 1915 Josep Blanch i Reynalt (1888-1954), castelloní, i hi actuaren com a membres destacats, entre molts d'altres, músics que en formaren part l'instrumentista de tenora Marià Calvet. Foren compositors i intèrprets Josep Ferrer i Torres (1878-1952), pare del músic Rafael Ferrer i Fitó (1911-1988), i Josep Lleonsí i Casanovas (1877-1949).

## Demografia
Els últims anys la població ha augmentat molt per la urbanització del golf i el gran nombre de llocs de treball que ha generat l'hotel. Tan sols el 68,8 dels residents són peraladencs autòctons. El 23,3% procedeix de la comarca, el 2,9% de les comarques veïnes i el 12,4% són estrangers.
| Entitat de població                | Habitants (2024) |
| Peralada                           | 1.397            |
| Urbanització Club de Golf Peralada | 413              |
| Vilanova de la Muga                | 237              |
| Font: Idescat                      |                  |

| 1497 f | 1515 f | 1553 f | 1717 | 1787  | 1857  | 1877  | 1887  | 1900  | 1910  |
| ------ | ------ | ------ | ---- | ----- | ----- | ----- | ----- | ----- | ----- |
| 263    | 214    | 288    | 989  | 1.850 | 2.630 | 2.346 | 2.391 | 2.190 | 2.340 |

| 1920  | 1930  | 1940  | 1950  | 1960  | 1970  | 1981  | 1990  | 1992  | 1994  |
| ----- | ----- | ----- | ----- | ----- | ----- | ----- | ----- | ----- | ----- |
| 2.200 | 2.028 | 1.691 | 1.738 | 1.624 | 1.368 | 1.238 | 1.192 | 1.142 | 1.142 |

| 1996  | 1998  | 2000  | 2002  | 2004  | 2006  | 2008  | 2010  | 2012  | 2014  |
| ----- | ----- | ----- | ----- | ----- | ----- | ----- | ----- | ----- | ----- |
| 1.147 | 1.188 | 1.277 | 1.382 | 1.491 | 1.625 | 1.762 | 1.826 | 1.888 | 1.859 |

| 2016  | 2018  | 2020  | 2022  | 2024  | 2026 | 2028 | 2030 | 2032 | 2034 |
| ----- | ----- | ----- | ----- | ----- | ---- | ---- | ---- | ---- | ---- |
| 1.835 | 1.868 | 1.898 | 1.974 | 2.047 | -    | -    | -    | -    | -    |

## Personatges cèlebres
| Article                        | Descripció                                                                       | data de naixement | data de defunció | imatge |
| ------------------------------ | -------------------------------------------------------------------------------- | ----------------- | ---------------- | ------ |
| Artur Balot i Bigues           | Actor i gramàtic                                                                 | 1879              | 1959             |        |
| David Bigas Vargas             | futbolista espanyol                                                              | 1994-06-19        |                  |        |
| Francesc Calvet Galobardes     | organista, religiós (1863–1936) ♂                                                | 1863              | 1936-12-02       |        |
| Joan Tomàs de Rocabertí        | arquebisbe (1627-1699)                                                           | 1627-03-04        | 1699-06-13       |        |
| Joaquim Serra i Corominas      | Compositor i pianista català                                                     | 1907-03-04        | 1957-11-17       |        |
| Josep Cervera i Bret           | compositor espanyol (1883-1969)                                                  | 1883-09-01        | 1969-09-05       |        |
| Josep Pallissera i Trèbol      | músic, compositor (1893–1980) ♂                                                  | 1893-10-28        | 1980-11-15       |        |
| Josep Ramon de Camps i Avinyó  | Person (†1858) ♂                                                                 |                   | 1858             |        |
| Josep Serra i Bonal            | compositor català                                                                | 1874-09-23        | 1939-02-14       |        |
| Maria de Rocabertí i Safortesa | poeta i canongessa catalana                                                      | 1624              | 1650             |        |
| Melcior de Ferrer i de Manresa | compositor espanyol                                                              | 1821              | 1884-05-18       |        |
| Miquel Massot                  | escriptor català s.XV                                                            | No/unknown value  | 1462-10-17       |        |
| Miquel Serra i Bonal           | Compositor de sardanes català (1867-1922)                                        | 1867              | 1922             |        |
| Na Mercadera                   | heroïna i horticultora                                                           | 1245              | 1300             |        |
| Na Palomera                    | Person (1240–1285) ♀                                                             | 1240              | 1285             |        |
| Pere d'Avinyó i Mateu          | Noble català (s. XVII)                                                           | 17th century      | 18th century     |        |
| Ramon Muntaner                 | Corona d'Aragó cronista, historiador, militar, diplomàtic, polític (1265–1336) ♂ | 1265              | 1336             |        |
| Tomàs Sanmartín i Ramon        | compositor espanyol                                                              | 1897-08-10        | 1977-04-06       |        |

## Llocs d'interès

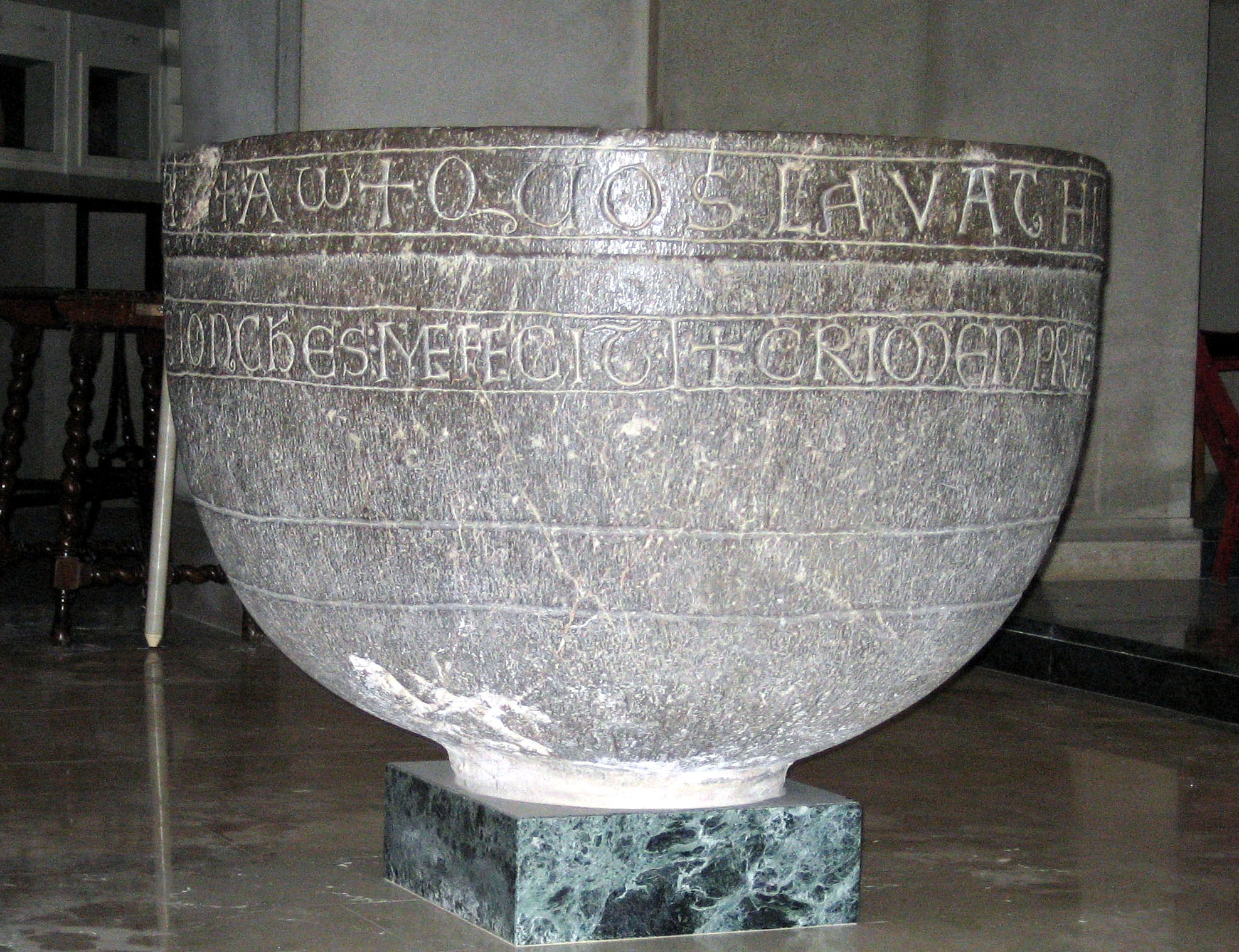
Pica baptismal del segle XI-XII a l'església de Sant Martí

- El castell de Peralada. Antiga residència dels vescomtes de Rocabertí i comtes de Peralada. Va ser restaurat a la fi del segle xix, a l'estil dels castells francesos. Cada estiu s'hi celebra el Festival Internacional de Música de Peralada.
- Església parroquial de Sant Martí. Segle XVIII, però d'origen romànic.
- Claustre de Sant Domènec. Segle XI, de l'antic convent del Roser dels agustins, gestionat pel Museu de la Vila Medieval de Peralada.[11]
- Església de Santa Eulàlia. Segle XV, amb pintures murals romàniques.[12]
- Convent del Carme. Any 1293, amb claustre gòtic del segle xiv. Alberga el Museu del Castell de Peralada, on es pot visitar l'església gòtica, la biblioteca amb 80.000 volums (200 incunables, 800 executòries de noblesa i més de 1.000 edicions diferents del Quixot en 33 idiomes diferents), la col·lecció de ceràmica i vidre (una de les més importants del món feta per un sol propietari), el Museu del Vi i el Cava del Gran Claustre. Accedint pel mateix museu, es pot visitar el parc històric del castell, dissenyat per François Duvillers l'any 1877, per encàrrec dels comtes de Peralada.